# Anafilatoxina
Anafilatoxinas ou anafilotoxinas são fragmentos (C3a, C4a ou C5a) que são produzidos durante as vias do sistema complemento.
As anafilatoxinas se ligam aos receptores específicos da superfície celular e promovem a inflamação aguda através da estimulação da quimiotaxia neutrolítica e ativação dos mastócitos.